# Polytoca digitata
Polytoca digitata är en gräsart som först beskrevs av Carl von Linné d.y., och fick sitt nu gällande namn av George Claridge Druce. Polytoca digitata ingår i släktet Polytoca och familjen gräs. Inga underarter finns listade i Catalogue of Life.